# Fruxu-do-cerradão
Manaquim-do-cerradão ou fruxu-do-cerradão (Neopelma pallescens) é uma espécie de ave da família Pipridae.
Pode ser encontrada nos seguintes países: Bolívia e Brasil.
Os seus habitats naturais são: florestas secas tropicais ou subtropicais, florestas subtropicais ou tropicais húmidas de baixa altitude e matagal árido tropical ou subtropical.